# 내파군

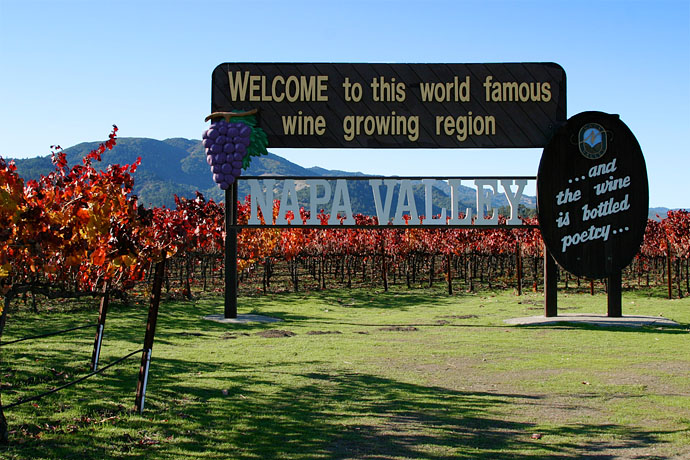
내파 밸리는 포도주로 잘 알려져 있다.

내파군(Napa County)은 미국 캘리포니아주 샌프란시스코 베이 에어리어에 위치하는 군이다. 군청 소재지는 내파(Napa)이다.

## 역사
내파군은 캘리포니아가 주가 된 1850년에 설립된 캘리포니아주 최초의 군 중 하나이다.
"내파"라는 말은 토착민의 언어에 유래되고, "그리즐리" "마루" "조국" "물고기" 등, 다양한 뜻을 가진다. 이 군 지역의 일부분은 1861년에 레이크군에 양도되었다.

## 지리
미국 인구 조사국에 따르면 내파군 면적은 2,042km2 (788 mi²), 그 중 1952km2 (754 mi²) 가 육지이며 89 km2 (35 mi²)가 물 지역이다.

## 인구
2000년 현재 인구 조사에 따르면 내파군 전체의 인구는124,279명, 45,402세대 및 30,691가족이 살아있다.인구 밀도는 64/km2 (165/mi²)다.
주민은 18세 미만인 미성년자가 24.10%, 18세이상 24세이하가 8.50%, 25세이상 44세이하가 27.70%, 45세이상64세이하가 24.30%, 그리고 65세 이상이 15.40%에 도달한다. 평균연령 38세. 여100명에 비해 남99.60명이며 18세 이상인 여자에 비해서 남자는 97.40명이다.
평균 수입은 1세대 당 51,738US$,1가족 당 평균 수입은 61,410US$. 남자는 42,137US$, 여자는 31,781US$의 평균 수입이 있다. 주민 한 사람 당 평균 수입은 26,395US$. 인구 중 8.30% 및 가족 중 5.60%는 빈곤선 이하이며, 전 인구 중 18세 미만의 10.60% 및 65세 이상의 5.60%가 빈곤선 이하인 생활을 지내고 있다.
| 인구조사                                                      | 인구    | Note  | %±       |
| ------------------------------------------------------------- | ------- | ----- | -------- |
| 1850년                                                        | 405     |       | —        |
| 1860년                                                        | 5,521   |       | 1,263.2% |
| 1870년                                                        | 7,163   |       | 29.7%    |
| 1880년                                                        | 13,235  |       | 84.8%    |
| 1890년                                                        | 16,411  |       | 24.0%    |
| 1900년                                                        | 16,451  |       | 0.2%     |
| 1910년                                                        | 19,800  |       | 20.4%    |
| 1920년                                                        | 20,678  |       | 4.4%     |
| 1930년                                                        | 22,897  |       | 10.7%    |
| 1940년                                                        | 28,503  |       | 24.5%    |
| 1950년                                                        | 46,603  |       | 63.5%    |
| 1960년                                                        | 65,890  |       | 41.4%    |
| 1970년                                                        | 79,140  |       | 20.1%    |
| 1980년                                                        | 99,199  |       | 25.3%    |
| 1990년                                                        | 110,765 |       | 11.7%    |
| 2000년                                                        | 124,279 |       | 12.2%    |
| 2010년                                                        | 136,484 |       | 9.8%     |
| 2019 (추산)                                                   | 137,744 | [ 1 ] | 0.9%     |
| U.S. Decennial Census 1790–1960 1900–1990 1990–2000 2010–2015 |         |       |          |

## 도시
- American Canyon
- Angwin
- Calistoga
- Deer Park
- Napa, California
- St. Helena
- Yountville

## 내파밸리 와인 양조소
- Artesa Winery
- Atlas Peak Vineyards
- Beaulieu Vineyards

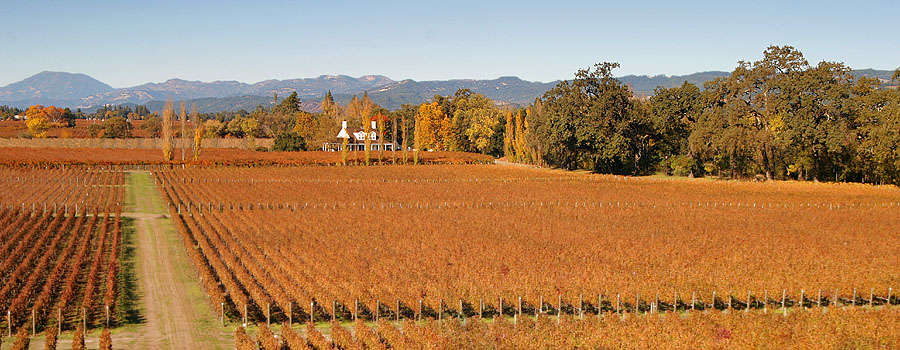
내파 밸리에는 수많은 포도원이 있다.

- Beringer Blass Wine Estates
- Cakebread Cellars
- Carneros Creek Winery
- Chimney Rock Winery
- Clos du Val
- Domaine Chandon
- Duckhorn Vineyards
- Dutch Henry Winery
- Frank Family Winery
- Goosecross Cellars
- Grgich Hills
- Charles Krug
- Merryvale Vineyards
- 로버트 몬다비 와이너리
- Niebaum-Coppola Winery
- Opus One Winery
- Rutherford Hill Winery
- Stag's Leap Wine Cellars
- Stags' Leap Winery
- Sterling Vineyards
- Stony Hill Vineyard
- Turnbull Wine Cellars
- V. Sattui